# Andes hemina
Andes hemina är en insektsart som beskrevs av Ronald Gordon Fennah 1978. Andes hemina ingår i släktet Andes och familjen kilstritar. Inga underarter finns listade i Catalogue of Life.